# Râul Arșița, Bistricioara
Râul Arșița este un curs de apă, afluent al râului Pintic.